# حملة إلينوي
كانت حملة إلينوي -المعروفة أيضًا باسم حملة كلارك في الشمال الغربي (1778-1779)- عبارة عن سلسلة من الأحداث خلال الحرب الثورية الأمريكية، حيث سيطرت قوة صغيرة من رجال ميليشيات فرجينيا بقيادة جورج روجرز كلارك على العديد من المناصب البريطانية في إلينوي، بلد مقاطعة كيبيك، في ما يعرف الآن بإلينوي وإنديانا في الغرب الأوسط للولايات المتحدة. تعد الحملة أشهر عمل على المسرح الغربي للحرب ومصدر سمعة كلارك كبطل عسكري أمريكي مبكر.
في يوليو 1778، عبر كلارك ورجاله نهر أوهايو قادمين من ولاية كنتاكي وسيطروا على قرى كاساسكيا وفينسينز وعدة قرى أخرى في الأراضي البريطانية. تمت عملية الاحتلال دون إطلاق رصاصة واحدة ذلك لأن معظم السكان الكنديين والأمريكيين الأصليين -الذين تعايشوا بسلام مع بعضهم البعض- لم يكونوا مستعدين لحمل السلاح نيابة عن الإمبراطورية البريطانية. أعاد هنري هاميلتون، الحاكم البريطاني في فورت ديترويت، احتلال فينسين بقوة صغيرة من أجل مواجهة تقدم كلارك. في فبراير 1779، عاد كلارك إلى فينسين في رحلة استكشافية شتوية مفاجئة واستعاد المدينة، واستولى على هاميلتون في هذه العملية. استفادت فيرجينيا من نجاح كلارك من خلال إنشاء المنطقة باسم مقاطعة إلينوي، فيرجينيا.
كانت أهمية حملة إلينوي موضوع الكثير من النقاش. نظرًا لأن البريطانيين تنازلوا عن الإقليم الشمالي الغربي بأكمله للولايات المتحدة في معاهدة باريس لعام 1783، فقد نسب بعض المؤرخين الفضل إلى كلارك في مضاعفة حجم المستعمرات الثلاثة عشر الأصلية تقريبًا من خلال السيطرة على إلينوي أثناء الحرب. لهذا السبب، لُقّب كلارك بفاتح الشمال الغربي، وجرى الحديث عن حملته في إيلينوي -ولا سيما المسيرة المفاجئة إلى فينسينز- احتفل بها وأضفي الطابع الرومانسي عليها. قلل مؤرخون آخرون من أهمية الحملة، مبررين ذلك بأن غزو كلارك كان احتلالًا مؤقتًا دون أي تأثير على مفاوضات الحدود في أوروبا.

## خلفية
كانت ولاية إلينوي منطقة محددة بشكل غامض تضم الكثير من ولايات إنديانا وإلينوي الأمريكية الحالية. كانت المنطقة جزءًا من مقاطعة لويزيانا بفرنسا الجديدة حتى نهاية الحرب الفرنسية والهندية (حرب سبع سنوات) عندما تنازلت فرنسا عن السيادة على المنطقة للبريطانيين في عام 1763 معاهدة باريس. في قانون كيبيك لعام 1774، جعل البريطانيون بلدة إلينوي جزءًا من مقاطعة كيبيك الموسعة حديثًا.
في عام 1778، كان سكان ولاية إلينوي يتألفون من حوالي 1000 شخص من أصل أوروبي، معظمهم من الناطقين بالفرنسية، ونحو 600 من العبيد الأمريكيين من أصل أفريقي. عاش الآلاف من الهنود الأمريكيين في قرى تتركز على طول أنهار المسيسيبي وإلينوي واباش. كان الوجود العسكري البريطاني ضئيلًا: سحبت معظم القوات في عام 1776 لتقليص النفقات. عين فيليب فرانسوا دي راستيل دي روشيبلاف، وهو جندي ومسؤول فرنسي المولد من قبل البريطانيين ليكون القائد المحلي في فورت جيج في كاساسكيا. أبلغ روشبلاف هاميلتون في فورت ديترويت، واشتكى كثيرًا من افتقاره إلى الأموال والموارد والقوات اللازمة لإدارة القرى والحصون الفرنسية وحمايتها من الأعداء الداخليين والخارجيين، داخل المنطقة.
عندما بدأت الحرب الثورية الأمريكية، في عام 1775، حدد نهر أوهايو الحدود بين ولاية إلينوي وكنتاكي، وهي منطقة استوطنها المستعمرون الأمريكيون مؤخرًا. سعى البريطانيون في الأصل إلى إبعاد الهنود الأمريكيين عن الحرب، ولكن في عام 1777 تلقى الملازم أول حاكم هاميلتون تعليمات بتجنيد وتسليح أحزاب الحرب الهندية لشن غارة على مستوطنات كنتاكي، ما فتح جبهة غربية في الحرب مع المستعمرين المتمردين. كتب المؤرخ برنارد شيهان: من عام 1777 فصاعدًا، كان خط المستوطنات الغربية يتعرض تقريبًا لهجوم مستمر من قبل الأطراف الهندية التي يقودها البيض والتي نشأت في ديترويت.
في عام 1777، كان جورج روجرز كلارك رائدًا يبلغ من العمر 25 عامًا في ميليشيا مقاطعة كنتاكي، فيرجينيا. اعتقد كلارك أنه يمكنه إنهاء الغارات على كنتاكي من خلال الاستيلاء على المواقع البريطانية في ولاية إلينوي ثم التحرك ضد ديترويت. في أبريل 1777، أرسل كلارك جاسوسين إلى دولة إلينوي. عادوا بعد شهرين وأفادوا أن الحصن في كاسكاسكيا كان بلا حراسة، وأن السكان الناطقين بالفرنسية لم يكونوا مرتبطين بشكل كبير بالبريطانيين، وأن لا أحد يتوقع هجومًا من كنتاكي. كتب كلارك رسالة إلى حاكم ولاية فرجينيا باتريك هنري حدد فيها خطة للاستيلاء على كاساسكيا.

## التخطيط للحملة
نظرًا لأن مستوطنين كنتاكي كانوا يفتقرون إلى السلطة والقوى العاملة والإمدادات اللازمة لإطلاق الحملة بأنفسهم، سافر كلارك في أكتوبر 1777 إلى ويليامزبرج عبر طريق ويلدرنيس من أجل لقاء الحاكم هنري، وانضم على طول الطريق إلى مجموعة تضم نحو 100 مستوطن كانوا يغادرون كنتاكي بسبب الغارات الهندية. قدم كلارك خطته إلى الحاكم هنري في 10 ديسمبر 1777. لم يشارك اقتراح كلارك إلا مع مجموعة صغيرة من أهل فيرجينيا المؤثرين حفاظًا على السرية، بما في ذلك توماس جيفرسون، وجورج ماسون، وجورج ويث. على الرغم من أن هنري أعرب في البداية عن شكوكه حول ما إذا كانت الحملة ممكنة، فقد نجح كلارك في كسب ثقة هنري والآخرين. حصلت الخطة على الموافقة من قبل أعضاء الجمعية العامة لفيرجينيا، الذين لم يعطوا سوى تفاصيل غامضة حول الرحلة الاستكشافية. علنًا، فوض كلارك لتربية الرجال للدفاع عن كنتاكي. في مجموعة سرية من التعليمات من الحاكم هنري، تلقى كلارك تعليمات بالقبض على كاساسكيا ثم المضي قدمًا مثلما يراه مناسبًا.
كلف الحاكم هنري كلارك بالعمل برتبة مقدم في ميليشيا فرجينيا وأذن له بجمع سبع سرايا ميليشيا تضم كل منها خمسين رجلًا. كانت هذه الوحدة، التي عُرفت لاحقًا باسم فوج إلينوي، جزءًا من قوات ولاية فرجينيا، وبالتالي لم تكن جزءًا من الجيش القاري -الجيش الوطني للولايات المتحدة- خلال الحرب الثورية. جند الرجال للخدمة لمدة ثلاثة أشهر، بعد أن وصلوا إلى كنتاكي. للحفاظ على السرية، لم يخبر كلارك أيًا من المجندين أن الغرض من الحملة كان غزو ولاية إلينوي. لتدعيم الرجال وشراء الإمدادات، مُنح كلارك 1200 جنيه إسترليني بالعملة القارية، والتي كانت مبالغًا فيها بشدة، خاصة بسبب إجراءات التزوير البريطانية في ذلك الوقت.
أسس كلارك مقره الرئيسي في ريدستون أولد فورت على نهر مونونجاهيلا، بينما بدأ ثلاثة من شركاء كلارك من حرب دنمور، جوزيف بومان وليونارد هيلم وويليام هارود، في تجنيد الرجال. كلف كلارك الكابتن وليام بيلي سميث كرئيس، ومنحه 150 جنيهًا إسترلينيًا لتجنيد أربع شركات في وادي نهر هولستون ثم مقابلة كلارك في كنتاكي.
لعدة أسباب، لم يكن كلارك قادرًا على جمع 350 رجلًا مرخصًا لهم في فوج إلينوي. كان على المجندين التابعين له التنافس مع المجندين من الجيش القاري ومن وحدات الميليشيات الأخرى. يعتقد البعض أن ولاية كنتاكي كانت قليلة السكان بحيث لا تبرر تحويل القوى العاملة، وأوصوا بضرورة إخلائها بدلًا من الدفاع عنها. كان المستوطنون في وادي هولستون أكثر اهتمامًا بشيروكي في الجنوب أكثر من اهتمامهم بالهنود في شمال ولاية أوهايو، وكانوا مترددين في التجنيد في العمليات في الشمال. على الرغم من تجنيد بعض بنسلفانيا في فوج إلينوي، فإن النزاع الحدودي طويل الأمد بين بنسلفانيا وفيرجينيا يعني أن قلة من بنسلفانيا تطوعوا لما كان يُنظر إليه على أنه حملة لحماية إقليم فرجينيا.